# ガス燃料

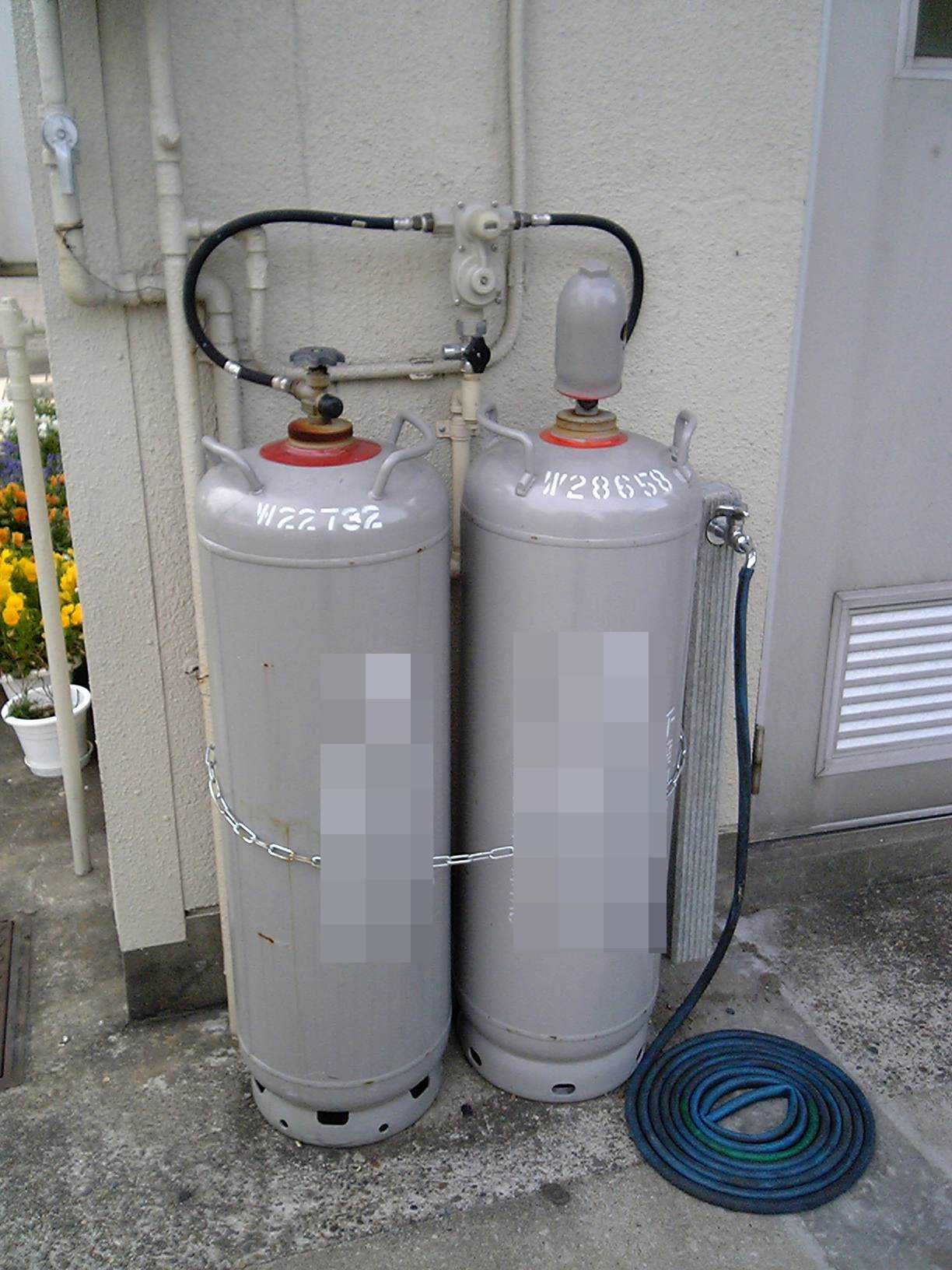
LPGのボンベ

ガス燃料（ガスねんりょう）は、気体（ガス）状の燃料。燃料ガス、気体燃料。
本来、燃料としては使用されないが、可燃性をもつ気体については可燃性ガスを参照。

## 主要な化学物質

### 炭化水素
- メタン (CH4) - 天然ガスの主要成分
- プロパン (C3H8) - 石油ガスの主要成分
- ブタン (C4H10)
- アセチレン (C2H2)

### その他
- 水素 (H2) - 水素燃料
- 一酸化炭素 (CO) - 合成ガスの主要成分
- アンモニア (NH3) - 水素源として使うことが多い。
- ジメチルエーテル (C2H6O)

## 供給
流体であるため、ガス管で供給すること（送り、配ること）が可能である。都市ガスは、一般ガス事業者により各家庭等に供給されるガス燃料である。
容器で運搬・保管する場合は密封できる容器が必要だが、気体のままでは、密度が非常に低く大きさの割にわずかの量（質量）しか運搬・保管できないので、高圧をかけて圧縮し液化させる。液化ガス燃料の例として、液化石油ガス (LPG)、液化天然ガス (LNG)、ガスライターなどの液化ブタンガス (LBG)、ロケットエンジンの液体水素燃料などがある。圧縮はするが液化まではさせないものとしては、圧縮天然ガス (CNG) などがある。
水素燃料は圧縮・液化させても密度が低いため、水素吸蔵合金に吸蔵させたり、メタンやアンモニアの形で運搬・保管することもある。